# Francia déli és antarktiszi területek
A Francia déli és antarktiszi területek (franciául Terres australes et antarctiques françaises, rövidítve TAAF) Franciaország tengerentúli területe. A Francia déli és antarktiszi területeket 1955-ben hozták létre az Indiai-óceán déli részén fekvő francia fennhatóságú szigetcsoportokból és a Franciaország által igényelt antarktiszi Adélie-földből. A Kerguelen-szigetek egy nagyobb és 85 kisebb szigetből, valamint több mint 200 egyéb szigetből és sziklából állnak az indiai-óceán déli részén. A szigetcsoportot 1772-ben fedezte fel Yves de Kerguélen, majd Franciaország 1849-ben vette birtokba. A szigeteken néhány tudományos megfigyelőállomás működik. Az Adélie-föld az Antarktisz keleti hosszúság 136° és 142° közötti része. A jéggel borított felföldet Dumont d'Urville fedezte fel 1840-ben. Területén francia kutatóállomások működnek télen-nyáron változó létszámmal.
2019-ben az UNESCO természeti világörökségi helyszínné nyilvánította.

## Részei
A területeket 5 körzet alkotja:
- Amszterdam-sziget és Szent Pál-sziget
- Crozet-szigetek:
  - Île de la Possession
  - Île de l’Est
  - Île aux Cochons
  - Île des Pingouins
  - Îlots des Apôtres
- Kerguelen-szigetek
- Adélie-föld (partszakasz az Antarktiszon)
- Indiai-óceáni francia szigetek:
  - Bassas da India
  - Európa-sziget
  - Glorioso-szigetek
  - Juan de Nova-sziget
  - Tromelin-sziget